# Manuell Kodiertes Englisch

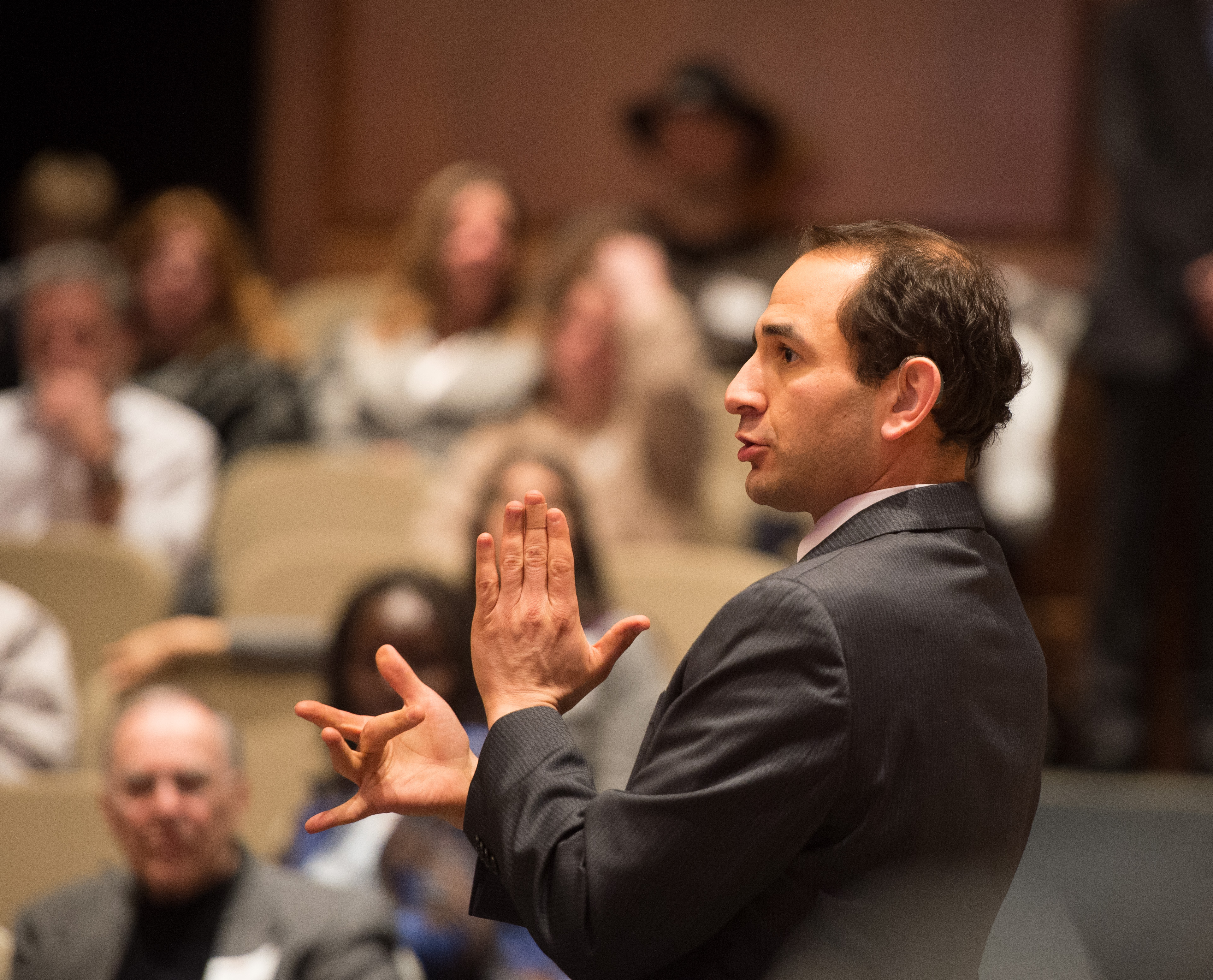
Gebrauch von lautsprachunterstützenden Gebärden zusätzlich zur Lautsprache (2013)

Manually Coded English (kurz MCE) ist ein Sammelbegriff für eine Reihe erfundener manueller Sprachen, die die genaue Grammatik und Morphologie des gesprochenen Englisch visuell darstellen sollen. Die verschiedenen MCE-Codes unterscheiden sich in ihrem Grad der Übereinstimmung mit der Grammatik, Morphologie und Syntax des gesprochenen Englisch. MCE wird normalerweise in Verbindung mit direkt gesprochenem Englisch verwendet.

## Manuell kodierte englische Systeme
Manually Coded English (MCE) ist das Ergebnis von Sprachplanungsbemühungen in mehreren Ländern, insbesondere in den USA in den 1970er Jahren. Um gesprochenes Englisch manuell darzustellen, wurden vier Systeme entwickelt: Seeing Essential English (auch als Morphemic Signing System (MSS) oder SEE-1 bezeichnet), Signing Exact English (SEE-2 oder SEE), Linguistics of Visual English (LOVE) und Signed English (SE). Systementwickler und Pädagogen sind sich nicht einig über die relative Genauigkeit und Eignung dieser vier Darstellungen. MCE unterscheidet sich von der American Sign Language (ASL), die eine Natürliche Sprache mit eigener Morphologie, Lexikon und Syntax ist. Vielmehr übernehmen nordamerikanische Varianten von MCE einige lexikalische Elemente der amerikanischen Gebärdensprache (obwohl Bedeutung und Morphologie erheblich eingeschränkt oder verändert sein können), während sie versuchen, der englischen Morphologie, Syntax und Wortstellung strikt zu folgen. Gebärdensprachen für Gehörlose machen von nicht-sequenzieller Morphologie, räumlichen Beziehungen, Gesichtsausdruck und Körperhaltung Gebrauch, während MCE Merkmale der Gebärdensprache für Gehörlose, die im gesprochenen Englisch nicht vorhanden sind, mit einer „räumlich begrenzten, sequentiellen Struktur zusammen mit einer strengen Wortreihenfolge“, nicht nutzt.

## Verwendung in der Kommunikation
Obwohl einige Forschungsergebnisse darauf hinweisen, dass Erfahrung den Grad der erfolgreichen manuellen Übermittlung der in Englisch kodierten Informationen (morphologisch und syntaktisch) verbessern kann, insbesondere von Lernenden, die hören und/oder bereits fließend Englisch sprechen, haben mehrere Studien eine Reihe potenzieller Bedenken hinsichtlich der Verwendung von MCE-Systemen anstelle einer natürlichen Sprache festgestellt. Die morphologische Struktur fast aller MCE-Systeme unterscheidet sich stark von der Struktur dokumentierter Gebärdensprachen. Infolgedessen erwerben gehörlose Kinder, die nur MCE ausgesetzt sind, die künstlich geschaffenen, englischähnlichen gebundenen und freien Morpheme von MCE-Systemen später als ihre hörenden Altersgenossen. Darüber hinaus zeigen gehörlose Kinder, denen MCE beigebracht wird, ein „anomales“ Verwendungsmuster dieser Morpheme. Beispielsweise analysieren sie häufig Morpheme, die im Englischen gebunden sind, wie „-ing“, als freie Morpheme, trennen diese Morpheme von den Kontexten, an die sie im Englischen gebunden sind, und platzieren sie an anderer Stelle in einer Konstruktion, wodurch Sätze entstehen, die von hörenden Englischbenutzern als ungrammatisch beurteilt werden. Bemerkenswerterweise weisen weder hörende Kinder, die gesprochenes Englisch erlernen, noch gehörlose Kinder, die ASL als erste Sprache erlernen, diese Muster eines anomalen Syntaxerwerbs auf.
Ein weiteres potenzielles Problem bei MCE ist die Geschwindigkeit des Informationsflusses. Studien zur Geschwindigkeit von MCE in Gebärdensprache legen nahe, dass manche Systeme bis zu zweieinhalb Mal so lange brauchen, um die gleichen Informationen in gesprochenem Englisch oder in amerikanischer Gebärdensprache zu übermitteln. Forscher vermuten, dass dies die Kommunikation mit diesen Systemen erheblich beeinträchtigen kann, da es im Vergleich zu natürlichen Sprachen zu einer übermäßigen Belastung des Kurzzeitgedächtnisses führen kann.
In englischsprachigen Ländern wechseln manche Benutzer von Gebärdensprachen für Gehörlose zu einer Form von MCE, wenn sie sich mit jemandem unterhalten, dessen Hauptsprache Englisch ist, oder wenn sie etwas aus dem Englischen zitieren, obwohl Kontaktgebärden häufiger vorkommen. MCE wird manchmal auch von einigen hörenden Menschen bevorzugt, die eine manuelle Version ihrer eigenen Sprache als leichter zu erlernen empfinden als eine Gebärdensprache für Gehörlose. Mehrere Studien deuten jedoch darauf hin, dass viele hörende Benutzer von MCE-Systemen Schwierigkeiten haben könnten, mithilfe dieser Systeme effektiv oder umfassend zu kommunizieren.

## In der Ausbildung
Die verschiedenen Formen des manuell kodierten Englisch wurden ursprünglich für die Ausbildung gehörlosen Kinder in englischsprachigen Ländern entwickelt. Dabei ging man davon aus, dass ein dem Englischen näheres Gebärdensystem es gehörlosen Kindern erleichtern würde, in geschriebenem und/oder gesprochenem Englisch zu kommunizieren, was viele Eltern und Erzieher als besser oder wünschenswerter als die Verwendung einer Gebärdensprache für Gehörlose erachten. MCE wurde vorgeschlagen, um die Lesegeschwindigkeit und -fähigkeit gehörloser Kinder zu verbessern, da ihre Lesekompetenz in geschriebenem Englisch im Vergleich zu ihren hörenden Altersgenossen normalerweise gering ist.
Eine frühe Form dieser Unterrichtsmethode wurde von Abbé Charles-Michel de l’Epee populär gemacht, der in den 1790er Jahren eine Methode entwickelte, bei der gehörlosen Kindern mit Handzeichen eine Form der Französischen Sprache beigebracht wurde. L'Epee unterschied die Zeichen, die im Institut National de Jeunes Sourds de Paris, der von ihm gegründeten Schule, verwendet wurden, in zwei Kategorien: „Natürliche Zeichen“ oder Vieille langue des signes française,  die Sprache, die seine Schüler in der Gemeinde verwendeten, und „Methodische Zeichen“, die die Schüler ermutigen sollten, in der Syntax des Französischen zu gebärden. Diese konstruierten „Methodischen Zeichen“ waren jedoch bereits in den 1830er Jahren außer Gebrauch geraten, als der dritte Direktor der Schule, Roche-Ambrose Bébian, über ihre strukturellen Mängel – vor allem die Verzerrung der Struktur der Gebärdensprache – im Vergleich zu den „natürlichen Zeichen“ schrieb und ihren Gebrauch innerhalb der Schule beendete. „Methodische Gebärden“ gerieten in Europa und Amerika in Ungnade, und „die Idee, in die natürliche Entwicklung der Gebärdensprache einzugreifen und die Gebärden in Übereinstimmung mit der Grammatik der gesprochenen Sprache neu zu strukturieren, wurde erst mit der Popularisierung von MCE in den 1970er Jahren wiederbelebt“. Der Unterricht ist noch immer der häufigste Bereich, in dem manuell codiertes Englisch verwendet wird; nicht nur bei gehörlosen Schülern, sondern auch bei Kindern mit anderen Arten von Sprech- oder Sprachschwierigkeiten.
Der Einsatz von MCE in der Gehörlosenausbildung ist umstritten. Die zeitgenössische Gehörlosenausbildung kann einer oder mehreren pädagogischen Philosophien und Reformbemühungen folgen, darunter Ausbildung in der lokalen natürlichen Gebärdensprache der Gehörlosen, Ausbildung in einer kolonialen Gebärdensprache, bimodal-bilingual, Total Communication,  ein manuell codiertes System basierend auf der umgebenden gesprochenen Sprache (wie MCE) oder Oralismus.
Ein großes Hindernis für die Nützlichkeit und Durchsetzung der Verwendung von MCE sind die Kriterien, die zu seiner Bewertung herangezogen werden. Mehrere Forscher weisen darauf hin, dass die Verwendung von MCE durch gehörlose Kinder, die es als Erstsprache lernen, in der Regel anhand der Einhaltung der Zitierformen des gesprochenen Englischen (d. h. MCE-Äußerungen werden bewertet, als wären sie gesprochene englische Äußerungen) und nicht anhand ihrer Verständlichkeit als Kommunikationsform oder Sprache bewertet wird. Darüber hinaus bewerten viele Studien, die die Kompetenz hörender Lehrer für Gehörlose in der MCE-Kommunikation bewerten, nicht das Ausmaß, in dem gehörlose Schüler verstehen, was ihre Lehrer ausdrücken. Diese Lehrer gaben an, die Verwendung gesprochener englischer Wörter oder Konstruktionen zu vermeiden, die sie nicht in MCE ausdrücken konnten, was ihren allgemeinen Sprachgebrauch einschränkte. Während viele Studien zu dem Ergebnis kamen, dass MCE für diejenigen verständlich ist, die mit dem Code vertraut sind, haben weniger Studien versucht zu bewerten, ob es angesichts der Häufigkeit von Morphemlöschungen oder Auslassungen gleichermaßen für den Erstspracherwerb geeignet ist.
In einer Studie mit prälingual gehörlosen Kindern, die ausschließlich mit MCE unterrichtet wurden, dokumentierte Samuel James Supalla, dass diese Personen spontane (ohne vorherigen Kontakt) ASL-ähnliche Innovationen zeigten. Konkret verwendeten diese Kinder nicht die MCE-Morpheme, die wie im Englischen Kasus, Tempus und Genus markieren, sondern verwendeten deiktische Zeichen und räumliche Modifikationen von Verben. Diese linguistischen Merkmale sind kein Teil von MCE, da sie als einzigartig für Gebärdensprachen gelten.
Schließlich ist auch die Ethik der Verwendung von MCE ein Streitpunkt. ASL ist eine Minderheitensprache in Nordamerika. Die Mehrheit der Gehörlosen wird von hörenden Eltern geboren und wird nicht von klein auf mit ASL konfrontiert. Viele gehörlose Erwachsene haben Probleme mit der Manipulation der Sprache einer Minderheitengruppe, um Kindern aus dieser Minderheitengruppe das Erlernen der Mehrheitssprache aufzuzwingen. Viele hörende Eltern werden ermutigt, ihr Kind MCE statt ASL auszusetzen, was den Zugang eines Kindes zu einer natürlichen Gebärdensprache verzögert. Darüber hinaus können kognitive Verzögerungen und schlechtere schulische Leistungen die Folge oder verschlimmert werden, wenn Lehrer, die MCE statt ASL verwenden, keine vollständigen oder verständlichen Angaben machen.

## Arten

### Weltweit im Einsatz

#### Fingeralphabet
Beim Fingeralphabet werden für jeden Buchstaben des Alphabets unterschiedliche Zeichen verwendet. Wie bei geschriebenen Versionen der gesprochenen Sprache werden bestimmte linguistische und paralinguistische Elemente wie die Intonation nicht dargestellt. Obwohl das Fingeralphabet keine Form von MCE ist, sondern ein aus den Gebärdensprachen der Gehörlosen übernommenes Merkmal, ist es für Hörende oft der erste „Kontaktpunkt“, bevor sie den Wortschatz einer Gebärdensprache lernen. Das Fingeralphabet wird von Gehörlosen hauptsächlich als Teil natürlicher Gebärdensprachen der Gehörlosen verwendet, für einige Eigennamen, Lehnwörter, zur Betonung oder Unterscheidung relevanter Wörter oder wenn sich ein Gebärdenträger über das gebärdete Äquivalent eines Wortes in der gesprochenen Sprache nicht sicher ist.
Das Fingeralphabet wird selten ausschließlich zur Kommunikation genutzt. Es ist in einigen taubblinden Umgebungen möglicherweise noch in Gebrauch (taktiles Gebärden). Ausschließliches Fingeralphabet hat einen Platz in der Geschichte der Gehörlosenbildung; in den USA ist es als Rochester method bekannt. Ältere Gehörlose in Großbritannien und Australien verwenden aufgrund ihrer Ausbildung möglicherweise auch viel Fingeralphabet im Vergleich zu ihren jüngeren Altersgenossen.
Beachten Sie, dass in verschiedenen Regionen unterschiedliche Fingeralphabete zur Darstellung von Englisch verwendet werden. In UK, Australien und Neuseeland wird ein Zweihand-Fingeralphabet verwendet; in Nordamerika, Irland, Singapur und den Philippinen dagegen ein Einhand-Fingeralphabet. In Südafrika werden sowohl Einhand- als auch Zweihandalphabete verwendet. Diese englischsprachigen Länder haben zudem nicht alle dieselbe Gebärdensprache.

#### Kontaktgebärden
Kontaktgebärden sind keine Form von MCE, sondern eine Mischung aus einer lokalen Gebärdensprache der Gehörlosen und Englisch. Diese Kontaktsprache kann sich auf einer Skala von Zwischenstufen befinden, von sehr „englischähnlich“ bis sehr „gebärdensprachähnlich“. Gebärden mit diesen beiden unterschiedlichen Sprachhintergründen treffen sich oft irgendwo in der Mitte. Da Kontaktgebärden als Brücke zwischen zwei unterschiedlichen Sprachen fungieren, werden sie von jedem Menschen je nach seinen Englischkenntnissen und Kenntnissen der Gebärdensprache für Gehörlose unterschiedlich verwendet. Der Begriff contact sign hat die frühere Bezeichnung Pidgin Sign English (PSE) weitgehend ersetzt, da diese Gebärdenform nicht die Merkmale aufweist, die Linguisten von einem Pidgin erwarten.
Bei Kontaktgebärden werden die Initialisierungen und grammatikalischen Markierungen anderer Formen des MCE weggelassen, aber die grundlegende englische Wortreihenfolge bleibt erhalten. In den USA sind in Kontaktgebärden häufig ASL-Merkmale wie die Auflistung gruppierter Elemente und die Wiederholung einiger Pronomen und Verben zu finden.

#### Gebärdengestützte Sprache oder simultane Kommunikation
Bei der Gebärdengestützten Sprache (Sign-supported speech - SSS) wird alles wie im gesprochenen Englisch ausgesprochen, während gleichzeitig eine Form von MCE gebärdet wird. Dabei werden der Wortschatz, die Syntax und die Pragmatik der englischen Sprache verwendet, wobei die MCE-Gebärdensprache als Unterstützung für den Sprachempfang dient. Die Gebärden sind der lokalen Gebärdensprache für Gehörlose entlehnt und/oder sind künstliche Zeichen, die von Gehörlosenpädagogen erfunden wurden.
Die Begriffe SSS und simultane Kommunikation (SimCom - Simultaneous Communication) werden heute oft synonym mit Total Communication (TC) verwendet, obwohl die ursprüngliche Philosophie von TC eine ganz andere ist.

#### Ergänzte Laut-Sprache (Gezielte Rede)
Ergänzte Laut-Sprache wird traditionell nicht als Form von MCE bezeichnet, zum Teil weil dabei keine geliehenen oder erfundenen Zeichen verwendet werden, um Englisch zu vermitteln. Ergänzte Laut-Sprache (englisch Cued Speech) verwendet vielmehr „Cuems“ (acht Handformen, die Konsonantenphoneme darstellen sollen, und vier Platzierungen um das Gesicht herum, die Vokalphoneme darstellen sollen, kombiniert mit Mundbewegungen), um auditive Elemente der Sprache, die angedeutet wird, visuell darzustellen. Cued Languages   sind eine eigenständige Klasse visueller Kommunikation. Ergänzte Laut-Sprache wurde für Sprachen und Dialekte auf der ganzen Welt angepasst.

### In Nordamerika

#### Grundlegendes Englisch/Morphemisches Zeichensystem
Grundlegendes Englisch (Seeing Essential English - SEE-1) war der erste amerikanische manuelle englische Code, der in den 1960er und 70er Jahren von David Anthony entwickelt wurde, einem Lehrer für gehörlose und behinderte Kinder. Anthony identifizierte eine Liste vorgeschlagener grundlegender englischer Wörter, von denen er weniger als die Hälfte Gebärden der ASL identifizierte, sowie eine Reihe leicht unterschiedlicher englischer Wörter, die ASL ähnlich mit „nur geringfügigen“ Betonungs- und Bewegungsvariationen darstellte. Umgekehrt könnten einige englische Wörter mit mehreren verschiedenen ASL-Zeichen ausgedrückt werden. Darüber hinaus ist ASL im Gegensatz zum Englischen eine Sprache ohne Kopula, hat also keine lexikalischen Zeichen, die englischen Kopulas wie „is“ und „are“ entsprechen. In SEE1 werden alle zusammengesetzten Wörter als separate Zeichen gebildet – anstatt das ASL-Zeichen für „butterfly“ zu verwenden, platziert SEE1 die Zeichen für „butter“ und „fly“ in sequenzieller Reihenfolge. Viele Zeichen aus ASL werden in SEE1 initialisiert – das ASL-Zeichen für „have“ wird in SEE1 mit der Handform B gebärdet. Nielson et al. argumentieren, dass SEE-1/MSS (MSS – Morphemic Signing System, deutsch Morphemisches Zeichensystem) eine schlechte Darstellung der englischen Sprache ist, da es in seiner Zitatform nur 14 gebundene Morpheme aufweist, und weisen darauf hin, dass es seit den 1990er Jahren nicht mehr gut erforscht wurde und zum Zeitpunkt der Veröffentlichung des Artikels im Jahr 2016 nur in Amarillo, Texas, in Gebrauch war.

#### Gebärden von exaktem Englisch
Gebärden von exaktem Englisch (Signing Exact English - SEE) ist der am häufigsten studierte und gelehrte Handcode für amerikanisches Englisch. SEE enthält eine große Zahl von Zeichen, die aus der ASL übernommen wurden. Signing exact English (SEE2) wurde Anfang der 1970er Jahre von Gerilee Gustason, einer gehörlosen Gehörlosenpädagogin, Esther Zawolkow, einer Coda und Bildungsdolmetscherin, und Donna Pfetzing, einer Mutter eines gehörlosen Kindes, entwickelt. Wo sich Englisch lexikalisch von ASL unterscheidet (wie etwa bei Konzepten mit mehreren nahezu synonymen Wörtern im Englischen, aber nur einem oder zwei entsprechenden ASL-Zeichen), wurde die Handform des ASL-Zeichens im Allgemeinen so geändert, dass sie den ersten Buchstaben des beabsichtigten englischen Wortes widerspiegelte. Analoge Variationen in ASL (wo mehrere ASL-Gebärden alle ein einziges englisches Wort ergeben) werden in SEE nicht unterschieden. Beispielsweise repräsentieren in ASL drei verschiedene Zeichen verschiedene Bedeutungen des englischen „right“ ('korrekt', 'Gegenteil von links' und 'Berechtigung'), aber SEE verwendet ein einziges Zeichen.  Initialisierungen und grammatische Markierungen werden auch in SEE2 verwendet, aber zusammengesetzte Wörter mit einem entsprechenden ASL-Zeichen werden als ASL-Zeichen verwendet, wie bei butterfly.

#### Gebärdetes Englisch – Amerikanisch
Der Begriff Gebärdetes Englisch (Signed English - SE) bezeichnet ein viel einfacheres System als SEE1, SEE2 oder LOVE. Signed English (gelegentlich auch als Siglish bezeichnet) verwendet ASL-Zeichen in englischer Wortreihenfolge, aber nur 14 grammatische Markierungen. Die in den USA am weitesten verbreitete Methode des Signed English ist die von Harry Bornstein entwickelte Methode, der am Gallaudet Signed English Project mitwirkte, um Kinderbücher zu entwickeln, die sowohl in illustrierten Gebärden als auch in geschriebenem Englisch verfasst sind.

#### Linguistik des visuellen Englisch
Linguistik des visuellen Englisch (Linguistics of Visual English - LOVE) war der Name einer Morphemliste, die 1971 von Dennis Wampler veröffentlicht wurde. Während die meisten Formen von ASL und MCE mithilfe englischer Glossen transkribiert werden, wird LOVE mithilfe des Notationssystems geschrieben, das William Stokoe zur Beschreibung der linguistischen Merkmale der ASL entwickelt hat.

#### Begrifflich korrektes Gebärdenenglisch
Begrifflich korrektes Gebärdenenglisch (Conceptually accurate signed English – CASE) wird anscheinend je nach Kontext und/oder Autor für unterschiedliche Begriffe verwendet. Das CDC beschreibt CASE als einen anderen Begriff für Pidgin Signed English, einen älteren Begriff für Kontaktgebärden und betrachtet es als eine Mischung aus ASL und anderen Formen von MCE.

#### Rochester-Methode
Die Rochester method ist wahrscheinlich die dem geschriebenen Englisch am nächsten kommende Form des MCE, bei der jedes Wort mit dem Fingeralphabet buchstabiert wird. Sie wurde 1878 von Zenas Westervelt entwickelt, kurz nachdem er das Western New York Institute for Deaf-Mutes (heute Rochester School for the Deaf) eröffnet hatte. Die Rochester-Methode wurde bis etwa in die 1970er Jahre verwendet, und es gibt immer noch gehörlose Erwachsene aus der Gegend von Rochester, die nach dieser Methode unterrichtet wurden. Sie ist in Ungnade gefallen, weil es ein mühsamer und zeitaufwändiger Prozess ist, alles mit der Hand zu buchstabieren, obwohl sie in einigen Taubblinden-Einrichtungen immer noch verwendet wird (taktiles Gebärden).

### Im Vereinigten Königreich

#### Gebärdetes Englisch – Britisch
Gebärdetes Englisch (Signed English - SE) ist eine in Großbritannien verwendete Form von MCE. Der Begriff wird synonym mit Sign-supported English verwendet, obwohl andere eine Unterscheidung treffen.
Britisches Gebärdenenglisch übernimmt Gebärden aus der British Sign Language und kombiniert sie mit dem Fingeralphabet, um gebundene Morpheme einzubeziehen, die in BSL nicht verwendet werden, wie etwa -ed und -ing.

#### Gebärdengestütztes Englisch
Gebärdengestütztes Englisch (Sign-supported English - SSE) wird von einigen Wissenschaftlern von Signed English (SE) dadurch unterschieden, dass SSE keine Flexionsmorphologie beinhaltet, die für gesprochenes Englisch erforderlich ist. Stattdessen werden „Schlüsselwörter“ von Sätzen gebärdet, während der vollständige Satz gesprochen wird.

#### Paget Gorman Zeichensystem
Das Paget Gorman Zeichensystem (Paget Gorman Sign System), auch bekannt als Paget Gorman signed speech (PGSS) oder Paget Gorman systematic sign language, wurde in den 1930er Jahren in Großbritannien von Sir Richard Paget entwickelt und von Lady Grace Paget und Dr. Pierre Gorman für den Einsatz bei Kindern mit Sprach- oder Kommunikationsschwierigkeiten, wie z. B. gehörlosen Kindern, weiterentwickelt. Es handelt sich um ein grammatisches Zeichensystem, das normale Muster der englischen Sprache widerspiegelt. Das System verwendet 37 Grundzeichen und 21 Standardhandhaltungen, die kombiniert werden können, um einen großen Wortschatz englischer Wörter darzustellen, einschließlich Wortendungen und Verbformen. Die Zeichen entsprechen nicht den natürlichen Gebärden der Gehörlosencommunity.
Das System war in den 1960er- bis 1980er-Jahren in Gehörlosenschulen im Vereinigten Königreich weit verbreitet, doch seit der Einführung der British Sign Language und des auf BSL basierenden Signed English in der Gehörlosenausbildung ist seine Verwendung heute weitgehend auf den Bereich der Sprach- und Sprechstörungen beschränkt.

### Anderswo

#### Gebärdetes Englisch – Australien
Gebärdetes Englisch (Signed English) neigt dazu, einer lockeren Lautlogik zu folgen und nicht der strengen phonetischen Struktur der Ergänzten Laut-Sprache (Cued Speech). Im australischen Gebärdenenglisch wird beispielsweise ‚uncomfortable‘ durch Zeichen repräsentiert, die ‚un‘, ‚come‘, ‚for‘ und ‚table‘ bedeuten. Ein visuelles Zeichen aus einer Gebärdensprache für Gehörlose kann verallgemeinert werden, um Homonyme des englischen Wortes darzustellen – zum Beispiel kann die Auslan-Gebärde für 'fly' (Insekt) im Gebärdenenglisch (Signed English) für das Verb (to) 'fly' verwendet werden.
In Australien wurde Signed English Ende der 1970er Jahre von einem Komitee entwickelt, das Gebärden aus dem Auslan (vor allem dem südlichen Dialekt) übernahm, neue Zeichen erfand und eine Reihe von Gebärden aus der American Sign Language entlehnte, die heute ihren Weg in den alltäglichen Gebrauch in Auslan gefunden haben. Es wird immer noch in vielen Schulen verwendet. Australasian Signed English wird auch in Neuseeland verwendet.

#### Singapur – SEE2
Gebärden von exaktem Englisch (Signing Exact English - SEE2) wird in Singapur häufig in Gehörlosenschulen verwendet und von der Singapore Association for the Deaf als bevorzugte Form der Gebärdensprache unterrichtet. Die in Singapur verwendete natürliche Gebärdensprache, die Singapore Sign Language, soll von der Shanghainese Sign Language, American Sign Language und SEE2 beeinflusst worden sein.

#### Kenya Signed English
Die kenianische Regierung verwendet Kenya Signed English, die University of Nairobi unterstützt jedoch die Kenyan Sign Language.